# 托羅科查湖 (尤拉克馬爾卡區)
8°44′05″S 77°40′08″W / 8.73472°S 77.66889°W
托羅科查湖（T'uruqucha），是秘魯的湖泊，位於該國北部安卡什大區，由瓦伊拉斯省的尤拉克馬爾卡區負責管轄，處於皮蘭科山東北面的布蘭卡山脈地區。